# Oncken-Archiv des Bundes Evangelisch-Freikirchlicher Gemeinden

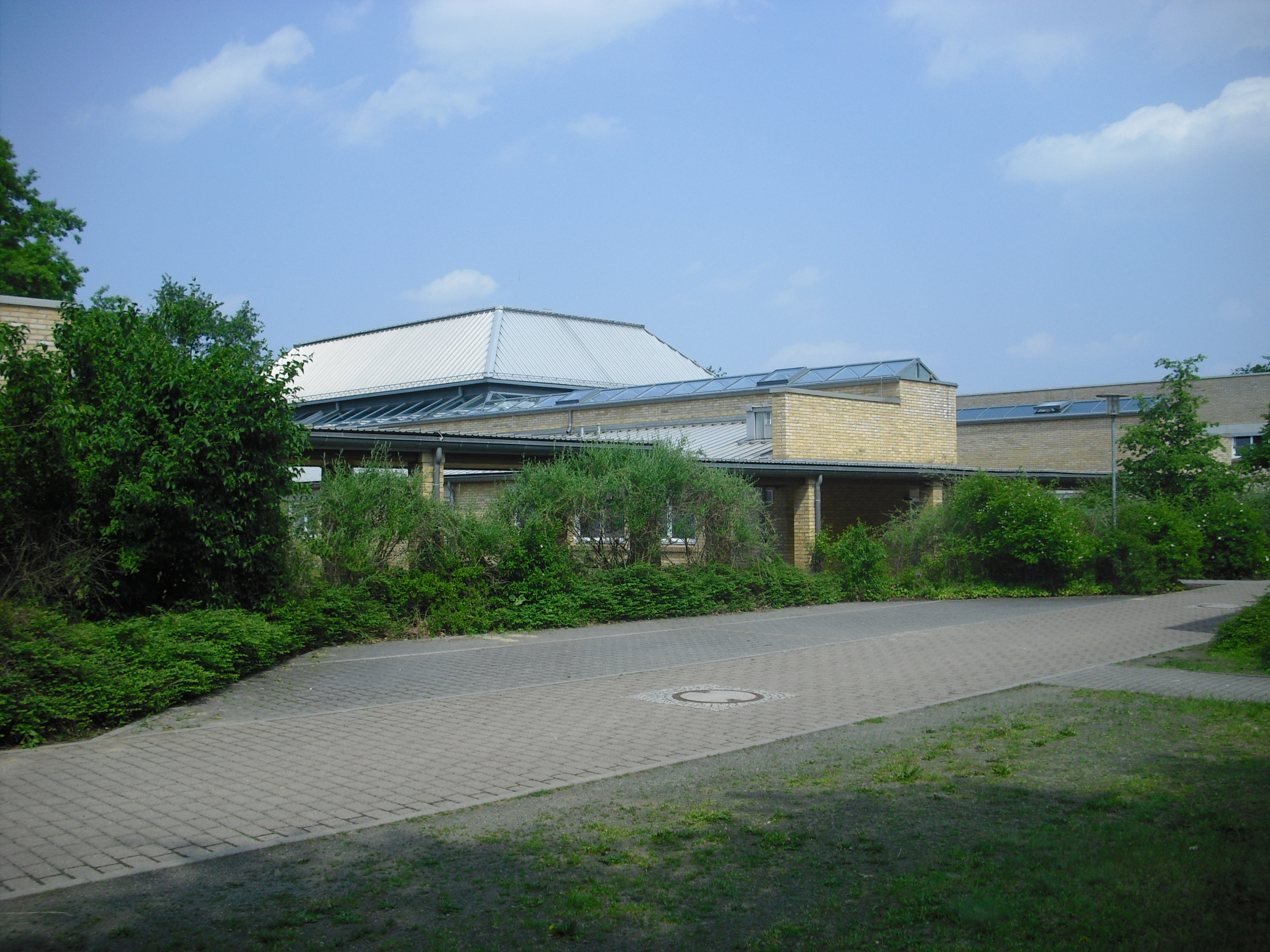
Oncken-Archiv Wustermark-Elstal

Das Oncken-Archiv des Bundes Evangelisch-Freikirchlicher Gemeinden, kurz Oncken-Archiv, hat seinen Sitz auf dem Gelände des Bildungszentrums Elstal in Wustermark (Brandenburg). Seine Hauptaufgabenstellung ist die Sammlung und Registrierung von Material zur Geschichte der deutschen Baptisten.  Träger des Oncken-Archivs, das nach Johann Gerhard Oncken, dem Begründer der deutschen Baptisten, benannt wurde, ist der Bund Evangelisch-Freikirchlicher Gemeinden. Initiator des Archivs war Hans Luckey. Bis 1997 befand sich sein Standort in Hamburg-Horn.
Betreut wird das Archiv durch eine Diplom-Archivarin (FH) sowie von studentischen Hilfskräften. Die verantwortliche Leitung liegt in den Händen des emeritierten Professors für Kirchengeschichte Günter Balders.

## Sammlungen zur Geschichte der deutschen Baptisten

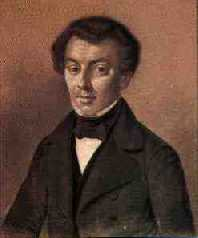
Johann Gerhard Oncken – Nach ihm wurde das Oncken-Archiv benannt.

Grundstock des Oncken-Archivs bilden die Nachlässe der Gründerväter der deutschen Baptisten, darunter von Johann Gerhard Oncken, Julius Köbner und Gottfried Wilhelm Lehmann. Predigtmanuskripte, Korrespondenzen und persönliche Aufzeichnungen namhafter baptistischer Persönlichkeiten des 19. und 20. Jahrhunderts ergänzen diesen Grundstock.
In einer weiteren Abteilung finden sich Druckschriften aus den verschiedenen Epochen des deutschen Baptismus. Dazu gehören unter anderem Selbstdarstellungen, Schriften von Gegnern der Baptisten sowie neutrale Darstellungen baptistischer Lehre und Praxis. Zu dieser Abteilung gehören auch die verschiedenen evangelisch-freikirchlichen Periodika, darunter die Zeitschriften Der Wahrheitszeuge und Die Gemeinde.
Auch die Geschichte einzelner Ortsgemeinden, diakonischer, missionarischer und der Aus- und Weiterbildung dienender Einrichtungen wird in einer Abteilung des Oncken-Archivs teilweise dokumentiert. Hier ist unter anderem eine umfangreiche Chronik- und Festschriften-Sammlung integriert.
Quellen zur Geschichte der deutschen baptistischen Außenmission (Schwerpunkt: Kamerun) sowie zur Historie der Europäisch-Baptistischen Missionsgesellschaft bietet eine weitere Archiv-Abteilung.
Protokolle von evangelisch-freikirchlichen Leitungsgremien, Konferenzen, Ratstagungen, Landesverbänden werden ebenfalls im Oncken-Archiv gesammelt, außerdem die Akten von Einrichtungen des Bundes Evangelisch-Freikirchlicher Gemeinden sowie von Werken unter fördernder Obhut des Bundes. Auch die theologischen Abschlussarbeiten von Studierenden am Theologischen Seminar des Bundes sowie die so genannten Vikariatsarbeiten sind im Archiv vorhanden.
Das Oncken-Archiv besitzt auch eine umfangreiche Foto-, Ton- und Filmsammlung zur Geschichte des deutschen Baptismus. Im Aufbau befindet sich zurzeit ein Oral History-Projekt.

## Spezialsammlungen
Dem Oncken-Archiv angegliedert sind sechs Spezialsammlungen:
- Sammlung zur Geschichte der Brüderbewegung im Bund Evangelisch-Freikirchlicher Gemeinden
- Sammlung zum Themenkomplex Geschichte des Puritanismus
- Hymnologische Sammlung (Köbner-Kabinett)
- Bibelsammlung
- Nachlass des freikirchlichen Sakralbauarchitekten Siegfried Brauer[4]
- Seit November 2008 befindet sich das Oncken-Archiv auch im Besitz des schriftlichen Nachlasses von Peter Dienel († 2006). Dazu gehören unter anderem Unterlagen zum Themenkomplex des von Dienel entwickelten Bürgerbeteiligungsverfahren Planungszelle[5].

## SchriftenreiheBaptismus-Dokumentation
Seit 2011 erscheinen in der Schriftenreihe Baptismus-Dokumentation Quellen- und Materialeditionen zur Historie des Baptismus und des Bundes Evangelisch-Freikirchlicher Gemeinden. Bislang sind folgende Bände veröffentlicht worden:
- Armin Weist: Baptistische Archivalien aus den Gebieten östlich von Oder und Neiße in genealogischen und staatlichen Archiven. BoD, Norderstedt 2011. ISBN 978-3-8448-1208-4.
- Marc Schneider: Die Diskussion im deutschen Baptismus um die 68er Bewegung. BoD, Norderstedt 2012. ISBN 978-3-8482-2251-3.
- Heinz Szobries: Schuldbekenntnisse aus dem Bund Evangelisch-Freikirchlicher Gemeinden und anderen Kirchen in Deutschland nach 1945. Zeugnisse von Schwachheit und Kraft beim Einstehen für die eigene Vergangenheit. BoD, Norderstedt 2013, ISBN 978-3-7322-9120-5.
- Roland Fleischer: Der Streit über den Weg der Baptisten im Nationalsozialismus. Jacob Köbberlings Auseinandersetzung mit Paul Schmidt zu Oxford 1937 und Velbert 1946. BoD, Norderstedt 2014. ISBN 978-3-7357-8618-0. (2016 erschien eine zweite durchgesehene und verbesserte Auflage.)
- Reinhard Assmann, Andreas Liese (Hg.): Unser Weg – Gottes Weg? Der Bund Evangelisch-Freikirchlicher Gemeinden in Deutschland – eine historische Bestandsaufnahme. Studientag Kassel 2014. Jota Publikationen,  Hammerbrücke 2015. ISBN 978-3-935707-79-4. (Dieser Band der Reihe „Baptismus-Dokumentation“ erschien in Kooperation mit dem Verlag jOTA Publikationen, der den Brüdergemeinden nahe steht.)
- Reinhard Assmann, Andreas Liese (Hg.): Vereint in Christus – (wieder)vereint im Bund. 25 Jahre Zusammenschluss der beiden deutschen Bünde Evangelisch-Freikirchlicher Gemeinden. Akteure erinnern sich.  jOTA Publikationen, Muldenhammer 2016, ISBN 978-3-935707-85-5.

## Mitgliedschaften in Archivverbänden
Das Oncken-Archiv ist Mitglied im Verband kirchlicher Archive.